# Howard Greenfield
 (mars 2012).
Si vous disposez d'ouvrages ou d'articles de référence ou si vous connaissez des sites web de qualité traitant du thème abordé ici, merci de compléter l'article en donnant les références utiles à sa vérifiabilité et en les liant à la section « Notes et références ».
Pour les articles homonymes, voir Greenfield.
Howard Greenfield, né le 15 mars 1936 à Brooklyn, New York et mort le 4 mars 1986, est un compositeur et parolier américain.

## Biographie
Il est aussi un collaborateur de Neil Sedaka. Howard Greenfield est mort à la suite d'une complication du SIDA.

## Chansons
- Breakin' in a Brand New Broken Heart (Jack Keller)
- Breaking Up Is Hard to Do (Neil Sedaka)
- Calendar Girl (Neil Sedaka)
- Crying in the Rain (Carole King)
- Everybody's Somebody's Fool (Jack Keller)
- Foolish Little Girl (Helen Miller)
- Frankie (Neil Sedaka)
- Happy Birthday Sweet Sixteen (Neil Sedaka)
- I Waited Too Long (Neil Sedaka)
- It Hurts to Be in Love (Helen Miller)
- Little Devil (Neil Sedaka)
- Love Will Keep Us Together (Neil Sedaka)
- My Heart Has a Mind of Its Own (Jack Keller)
- Next Door to an Angel (Neil Sedaka)
- Oh! Carol (Neil Sedaka)
- Stairway to Heaven (Neil Sedaka)
- Two Less Lonely People in the World (Kenneth Hirsch)
- Venus in Blue Jeans (Jack Keller)
- Where The Boys Are (Neil Sedaka)
- You Never Done It Like That (Neil Sedaka)
- Is This the Way to Amarillo

## Film
- Deadly Affair
- Murderer's Row (1966)
- The Night of the Generals
- Winter-A-Go-Go (1965)

## Télévision
- 1961 : Adèle (Hazel) de Ted Key
- 1964 : Bewitched
- 1965 : Gidget
- 1967 : The Flying Nun
- 1977 : A Year at the Top

## Récompenses & nominations
- Songwriters Hall of Fame (1991)